# 希爾科托伊河
希爾科托伊河是俄羅斯的河流，屬於卡坦察河的右支流，由外貝加爾邊疆區負責管轄，河道全長70公里，流域面積1,140平方公里，河水主要來雨水和融雪，每年十一月至翌年五月結冰。